# Henrik Sylvén
Henrik Wilhelm Sylvén, född 11 juni 1971 i Lidingö är en svensk regissör och manusförfattare till film, tv och reklam.
Henrik Sylvén har arbetat med film- och tv-produktion sedan 1996 och skrivit många manus. Förutom en långfilm och avsnittsförfattare på diverse tv-serier har han också utvecklat filmer och serier för SF Studios. Dramaserien Åreakuten hade premiär 2020 på Viaplay och på TV3. 2024 utkom han med romanen "Välgörande Våld" som han skrivit med sin fru Brita Sylvén.
Regisserade den då mycket uppmärksammade dokumentärserien Malmöpolisen på SVT.
Långfilmen Tjocktjuven och hade biopremiär 2006 med Frida Hallgren och Mikael Persbrandt i rollerna.
Han är utbildad vid Stockholms filmskola.

## Filmografi (urval)[2]

### Manus
- 2024 – Från trakten 2
- 2019 – Åreakuten
- 2006 – Tjocktjuven
- 2005 – Underdrifter 2

### Regi
- 2024 – Från trakten 2
- 2012 – Malmöpolisen
- 2006 – Tjocktjuven

### Producent
- 2023 – Från trakten
- 2012 – Drömkåken
- 2006 – Bygglov